# Charley Guiraut
Marie Bernard Charley Guiraut est un skipper et joueur de rugby à XV français né le 31 mai 1887 à Bordeaux et mort le 7 septembre 1947 dans la même ville. 

## Carrière
Charley Guiraut, retranscrit sous le nom de Charles Guiraist dans les rapports olympiques, participe aux Jeux olympiques d'été de 1900 qui se déroulent à Paris, à seulement 12 ans.
À bord de Gitana, il dispute les deux courses de classe 3 – 10 tonneaux. Il remporte la médaille d'argent à l'issue de la seconde course et termine troisième de la première course, qui n'est pas reconnue par le Comité international olympique (CIO).
Il est aussi joueur de rugby à XV au Stade bordelais en 1906. En 1912, il est membre de la section Sud-Ouest du Club alpin français.
Il devient par la suite courtier asserménté en crus.